# キツネ目の男

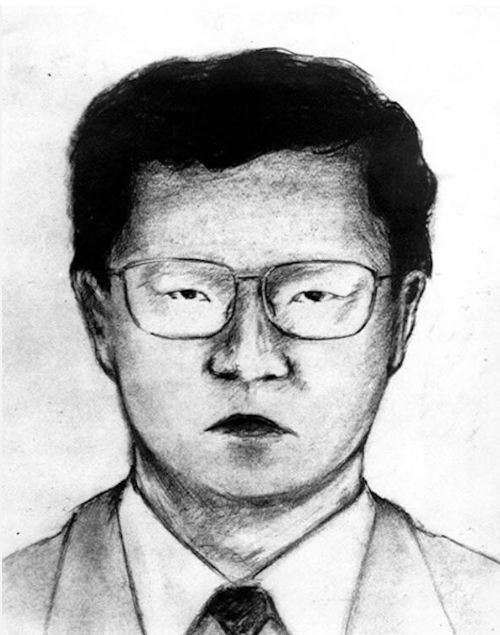
「キツネ目の男」の似顔絵

キツネ目の男（キツネめのおとこ）とは、グリコ・森永事件において、現金受け渡しの過程で2度目撃された男で、犯人グループの一員と目された男である。
その風貌がキツネを連想させる釣り目であったことから名づけられた。なお、脅迫状をタイプライターで作成したとされる「かい人21面相」と同一人物であるのかについては不明である。

## 概要
1984年6月28日夜、グリコ・森永事件の犯人グループによる丸大食品脅迫事件で指定された旧日本国有鉄道東海道本線高槻駅→京都駅間で捜査員の動きを見張るような動きをしていた。不審に感じた捜査員は男を尾行したが、男は尾行をまくような不自然な動きを繰り返して、京都駅中央口付近で行方をくらませた。
同じ犯人グループが起こしたハウス食品脅迫事件での1984年11月14日夜の現金受渡しでは、名神高速道路大津サービスエリアで帽子を被りサングラスをかけた男が2人の捜査員によって目撃された。捜査員の1人は丸大事件でもこの男を目撃しており、同一人物と断定された。なお、このとき捜査本部は現金受渡しで現行犯逮捕する方針を採用しており、捜査員2人は尾行や職務質問は禁じられており、警察無線で男を目撃したので職務質問をかけたいと要請したが、一網打尽にしたいとする本部によって拒絶され、男を目撃しただけにとどまった。
犯人グループは1985年4月3日の挑戦状でキツネ目の男が自分たちの一味であることを否定したが、2度にわたり計7人の捜査員に目撃されたため、捜査本部は犯人グループの一員と断定している。
1984年6月29日に捜査資料として似顔絵が作成され、12月25日付夕刊で『朝日新聞』がこの男について報道、次いで12月31日にも『毎日新聞』が報じたため、大阪府警捜査本部が1985年1月10日に似顔絵を一般公開した。
身元は不明であるが、推定年齢は35歳から45歳、身長は175センチから178センチ。
キツネ目の男については、時効までに9千件以上の情報が寄せられて、目撃した7人の捜査員が捜査にあたった。捜査員の間では英語でキツネを意味するFOXの頭文字からFと呼ばれていた。7人の捜査員を中心にした約20人のF情報捜査班が設置されて、情報が寄せられた人物や写真の確認作業が行われた。しかし、キツネ目の男を2度目撃した捜査員が再確認したいと思うような人物や情報はその中に皆無だったという。
事件を担当した大阪府警の本部長だった四方修は、目撃情報はあてにならないとして信頼性に疑問のある似顔絵の公開に消極的だったが、警察庁が積極的で公開されたという。捜査本部ではキツネ目の男を最重要視していたが、有力な情報があってもこの方針のもとで似ていないということで捜査打ち切りになることに警察内部で軋轢が生じたとも言われる
。
俗称としてグリコ犯人、森永犯人と（グリコ・森永犯人とも）呼ばれていた。また、狐目の男や、キツネ目の長身男などとも呼ばれた。

## ビデオの男
青酸ソーダ入り菓子が発見されたコンビニエンスストアの防犯カメラに写された「読売ジャイアンツマークの野球帽をかぶった防犯ビデオの男」とキツネ目の男が同一人物かどうかは定かではない。キツネ目の男は年齢35歳から45歳、身長は175cmから178cm、ビデオの男は、年齢が20代から30代、身長は約170cmと捜査本部は推測している。

## 宮崎学説
伝えられる外見や似顔絵は、当時解体業者で、その後地上げなどにも携わった作家の宮崎学によく似ていたとされる。当時39歳で身長178センチという風体もキツネ目の男と一致していた。さらに宮崎はかつて江崎グリコの労働争議に関わっていた事実があった。その他にもかつて経営していた会社の所在地が事件の現場に近くて土地勘があったこと、事件に使われていたのと似たタイプの車両を親族が所有していたこと、親族の会社の経営者が犯人グループの使用したのと同種の和文タイプライターを所有していたなどの結びつきがあった。
1985年2月に宮崎の自宅マンションに2人の私服刑事が訪問して、宮崎に対して任意の事情聴取が行われた。しかし、宮崎に直接繋がる物証が何もなく、キツネ目の男が目撃された6月28日当日に宮崎が東京都内で音楽大学の労働組合の会議に出席し、11月14日当日にも弁護士との打ち合わせというアリバイがあったことが決定打となった。宮崎本人への事情聴取は1度きりで、宮崎に対する捜査は1990年頃に打ち切られた。
宮崎は、捜査対象となった1985年の年内に『噂の眞相』誌でキツネ目の男と疑われたことを公表している。
宮崎が1996年に作家としてデビューしてからは「キツネ目の男」というフレーズは宮崎の代名詞として使われるようになり、本人も好んで用いている。後に宮崎は事件に対する見解を『突破者 戦後史の陰を駆け抜けた50年』『グリコ・森永事件 最重要参考人M』『突破者の痛快裏調書』に記した。
なお、丸大事件とハウス事件でキツネ目の男を2度にわたって目撃した唯一の捜査員は、「一時期話題になったM氏など論外です」と宮崎学説を一蹴している。

## 演じた俳優
- 木村靖司 - NHKスペシャル 未解決事件
- 水澤紳吾 - 映画『罪の声』：役名は「林」[17]